# Pirata pallipes
Pirata pallipes este o specie de păianjeni din genul Pirata, familia Lycosidae. A fost descrisă pentru prima dată de Blackwall, 1857.
Este endemică în Algeria. Conform Catalogue of Life specia Pirata pallipes nu are subspecii cunoscute.